# Provincia di Mardin
La provincia di Mardin è una delle province della Turchia. 	
Dal 2012 il suo territorio coincide con quello del comune metropolitano di Mardin. (Mardin Büyükşehir Belediyesi)

## Distretti

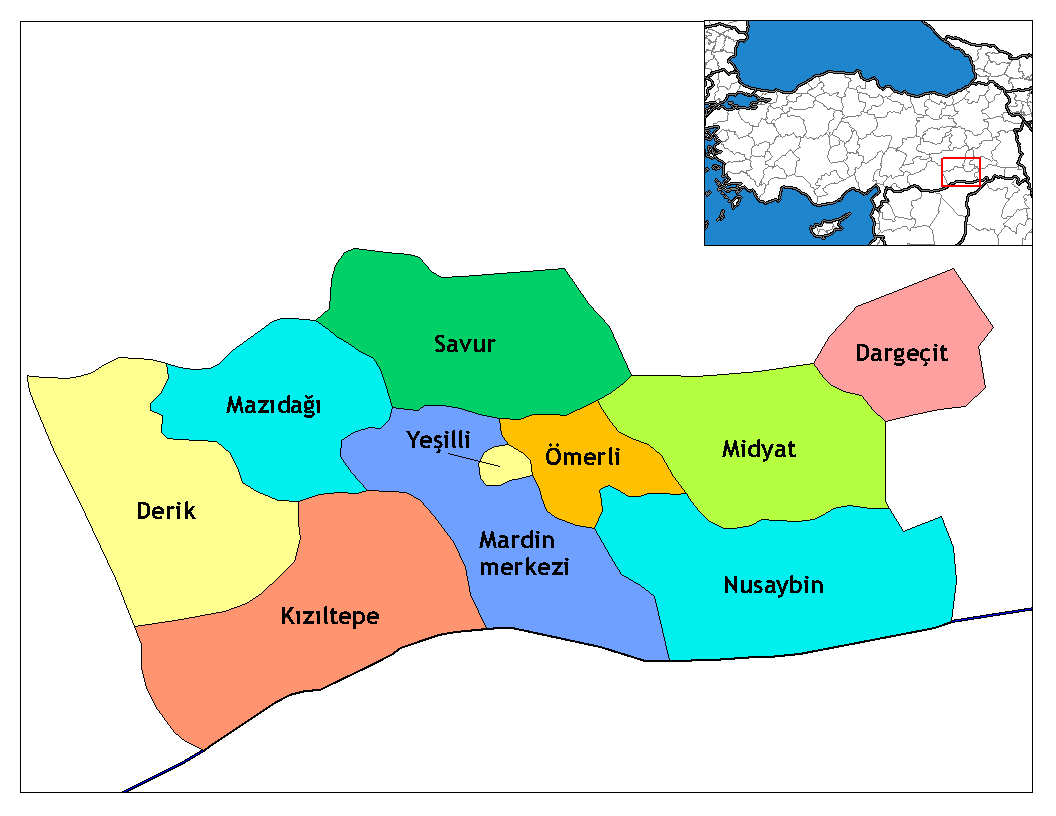
Distretti della provincia di Mardin

La provincia è divisa in 10 distretti:
- Artuklu
- Dargeçit
- Derik
- Kızıltepe
- Mazıdağı
- Midyat
- Nusaybin
- Ömerli
- Savur
- Yeşilli

Nel 2012 il distretto centrale è stato soppresso e sostituito dal nuovo distretto di Artuklu.

## Società

### Evoluzione demografica
La provincia è abitata per lo più da curdi e arabi entrambi di religione islamica che segue la Scuola sciaefita. c'è anche una piccola comunità di assiri di religione cristiana siriaca.
Un recento studio del 2013 ha mostrato che il 40% della popolazione si identifica come araba, e nella città di Mardin sale al 49% mentre a Midyat al 48%

## Economia

### Agricoltura
Si produce il vitigno autoctono Mazrona.